# Chazaqiel
Chazaqiel (Aramaico: זיקיאל, Greco: Ἐζεκιήλ), anche Êzêqêêl col significato di "Nuvola di Dio") è un angelo menzionato nel Libro di Enoch, un testo d'argomento biblico di origini giudaiche la cui redazione definitiva risale al I secolo a.C.
Chazaqiel viene descritto nel Libro di Enoch come l'ottavo dei 20 prefetti dei Grigori (dal greco antico per "Custodi" o "Guardiani"), un gruppo di duecento angeli scesi sulla terra al seguito del loro capo Semeyaza col compito originario di sorvegliare gli esseri umani. 
Disatteso il mandato divino, i Grigori avrebbero generato con le donne mortali una progenie gigantesca dall'indole violenta e selvaggia, i Nephilim, e ha insegnato agli uomini svariate arti e conoscenze come la lavorazione dei metalli. I loro insegnamenti avrebbero, tuttavia, spinto gli esseri umani verso la corruzione innescando la successione di eventi che avrebbero condotto Dio a scatenare il diluvio universale. 
Il significato etimologico di Chazaqiel si riferisce al sapere che egli avrebbe trasmesso agli uomini: la "conoscenza delle nubi", vale a dire la meteorologia. 